# Cinara petersoni
Cinara petersoni är en insektsart. Cinara petersoni ingår i släktet Cinara och familjen långrörsbladlöss. Inga underarter finns listade i Catalogue of Life.